# Rosema lucia
Rosema lucia är en fjärilsart som beskrevs av Druce 1903. Rosema lucia ingår i släktet Rosema och familjen tandspinnare. Inga underarter finns listade.